# ريان رجب
ريان رجب هي لاعبة كرة قدم سودانية، تلعب حالياً كمهاجمة مع نادي المقاولون العرب في الدوري المصري الممتاز للسيدات، وكذلك مع منتخب السودان لكرة القدم للسيدات.